# S/2004 S 17
S/2004 S 17 är en av Saturnus månar. Dess upptäckt tillkännagavs av Scott S. Sheppard , David C. Jewitt , Jan Kleyna och Brian G. Den upptäcktes den 12 december 2004 tillsammans med tolv andra Saturnusmånar.
S/2004 S 17 är ca 4 kilometer i diameter och dess bana har ett genomsnittligt avstånd på 18 600 000 kilometer från Saturnus. Det tar 985 453 dagar för S/2004 S 17 att kretsa ett varv kring Saturnus. S/2004 S 17 har en lutning av 167° till ekliptikan (162° till Saturns ekvator), i en retrograd riktning och med en excentricitet av 0,226.
S/2004 S 17 har ännu inte fått något officiellt namn.